# Jorge Habbeger
Jorge Habbeger est un entraîneur argentin de football. Il dirige depuis 2009 la formation guatemaltèque du CSD Municipal en première division.

## Carrière
Il commence sa carrière au sein de l'Atlético Junior de Barranquilla en Colombie, avec qui il remporte le titre national dès la première année comme entraîneur, en 1986. Après plusieurs expériences dans le football argentin, au niveau régional, il est embauché par le Club Bolívar de La Paz, remportant trois championnats consécutifs (1987, 1988, 1989) et en participant chaque année à la Copa Libertadores. En 1989, il est nommé sélectionneur de l'équipe nationale bolivienne et participe ainsi à la Copa América 1989 puis échoue dans les éliminatoires pour la Coupe du monde de football de 1990 en Italie.
Une fois la première expérience en tant que coach de la Verde achevée, en 1990, il retourne à Bolívar, terminant à la deuxième place dans le championnat et obtenant une nouvelle qualification pour la Copa Libertadores. En 1991, il s'installe en Équateur, signant au Barcelona Sporting Club. Il y remporte le championnat dès sa première année et termine à la deuxième place l'année suivante, menant l'équipe en demi-finale de la Copa Libertadores. Les succès obtenus avec les différentes équipes étrangères lui valent un appel de Boca Juniors en 1993. Il remporte la Copa de Oro en 1995, son seul titre avec Boca. 
En 2001, il redevient sélectionneur de la Bolivie mais manque à nouveau la qualification pour la Coupe du monde 2002. Il part alors en Arabie saoudite où il s'assied sur le banc d'Al Nasr Riyad puis d'Ettifaq FC. En 2009, il remporte le titre de champion dans un quatrième pays différent avec le CSD Municipal au Guatemala se qualifiant du même coup pour la Ligue des champions de la CONCACAF 2010-2011. Deux autres tournois sont gagnés par la suite, en 2010 et 2011.

## Palmarès
- Vainqueur de la Copa de Oro en 1993 avec Boca Juniors
- Champion de Bolivie en 1987, 1988, 1989, 1996 (avec Club Bolívar), 2000 (avec Jorge Wilstermann)
- Champion de Colombie en 1977 avec l'Atlético Junior
- Champion d'Équateur en 1991 avec le Barcelona Sporting Club
- Champion du Guatemala en Ouv. 2009, Cl. 2010 et Ouv. 2011 avec le CSD Municipal